# Prova e Casteição
Prova e Casteição é uma freguesia portuguesa do município de Mêda, com 26,03 km² de área e 271 habitantes (censo de 2021). A sua densidade populacional é 10,4 hab./km².

## História
Foi criada com a denominação União das Freguesias de Prova e Casteição aquando da reorganização administrativa de 2012/2013,  resultando da agregação das antigas freguesias de Prova e Casteição. A sua designação foi simplificada para Prova e Casteição pela lei 11/2015, de 11 de fevereiro.

## Demografia
A população registada nos censos foi:
| Distribuição da População por Grupos Etários | Distribuição da População por Grupos Etários | Distribuição da População por Grupos Etários | Distribuição da População por Grupos Etários | Distribuição da População por Grupos Etários | Distribuição da População por Grupos Etários |
| -------------------------------------------- | -------------------------------------------- | -------------------------------------------- | -------------------------------------------- | -------------------------------------------- | -------------------------------------------- |
| Antes da agregação                           |                                              |                                              |                                              |                                              |                                              |
| Ano                                          | 0-14 anos                                    | 15-24 anos                                   | 25-64 anos                                   | >= 65 anos                                   | Total                                        |
| 2001                                         | 38                                           | 32                                           | 146                                          | 128                                          | 344                                          |
| 2011                                         | 25                                           | 26                                           | 122                                          | 133                                          | 306                                          |
| Após a agregação                             |                                              |                                              |                                              |                                              |                                              |
| Ano                                          | 0-14 anos                                    | 15-24 anos                                   | 25-64 anos                                   | >= 65 anos                                   | Total                                        |
| 2021                                         | 23                                           | 15                                           | 109                                          | 124                                          | 271                                          |